# Henry Lennox
Henry George Charles Gordon-Lennox (2 novembre 1821 – 29 août 1886), est un homme politique britannique conservateur qui siège à la Chambre des Communes de 1846 à 1885 et est un ami intime de Benjamin Disraeli.

## Éducation
Lennox est le troisième fils de Charles Gordon-Lennox (5e duc de Richmond), et Caroline, fille du maréchal Henry William Paget. Il est le frère de Charles Gordon-Lennox, 6e duc de Richmond, Alexander Gordon-Lennox et George Gordon-Lennox. Il fait ses études à l'école Prebendal, Chichester, puis à l'Université d'Oxford.

## Carrière politique
Lennox entre à la Chambre des Communes en 1846, en tant que député de Chichester, dans le Sussex. Il représente cette circonscription jusqu'en 1885, quand il se tente de se présenter à Partick, et est battu.
Lennox occupe un poste dans chaque gouvernement conservateur entre 1852 et 1876. Il est un Lords du Trésor en 1852 et entre 1858 et 1859 dans les deux premiers gouvernements du comte de Derby avant de devenir Premier Secrétaire de l'Amirauté en 1866, dans dernier gouvernement Derby, un poste qu'il occupe jusqu'en 1868, la dernière année dans le gouvernement de son ami Benjamin Disraeli. Selon John F. Beeler dans la marine Britannique, dans la politique de Gladstone-Disraeli époque, 1866-1880, Lennox est un espion pour le Chancelier de l'Échiquier, Disraeli.
Il sert, encore sous Disraeli comme Premier Commissaire aux travaux de 1874 à 1876 et est admis au Conseil Privé en 1874. Il est forcé de démissionner en tant que Premier Commissaire des Travaux après les révélations dans le cas de Twycross v de Subvention concernant l'escroquerie des Tramways de Lisbonne, entreprise dont il est directeur,.

## Vie personnelle
Il épouse Amelia Susannah (née Brooman), veuve de John White, en 1883. Ils n'ont pas d'enfants. Il est décédé en août 1886, âgé de 64 ans. Lady Henry Lennox est décédée en février 1903.